# PGC 94015
LEDA/PGC 94015 ist eine linsenförmige Galaxie vom Hubble-Typ S0 im Sternbild Coma Berenices am Nordsternhimmel. Sie ist schätzungsweise 286 Millionen Lichtjahre von der Milchstraße entfernt. Gemeinsam mit IC 4088 bildet sie das optische(?) Galaxienpaar Holm 500 und gilt als Mitglied des Coma-Galaxienhaufens Abell 1656.
Im selben Himmelsareal befinden sich u. a. die Galaxien IC 3990, IC 3991, IC 4032.